# Rebota (F = KX)
Rebota (F = KX) es el tercer álbum de la banda mexicana de rap metal Resorte lanzado el 23 de noviembre de 2002. Es el único en contar con Patricio Elizalde, en ese entonces integrante de Control Machete como vocalista principal.

## Lista de canciones
| N.º | Título            | Duración |  |
| 1.  | «Ánimo»           | 4:12     |  |
| 2.  | «Brota»           | 4:30     |  |
| 3.  | «Alcohol»         | 3:46     |  |
| 4.  | «Nativa»          | 3:46     |  |
| 5.  | «La Estrella»     | 3:41     |  |
| 6.  | «Tinta (Códigos)» | 3:52     |  |
| 7.  | «Habla»           | 3:46     |  |
| 8.  | «365»             | 2:15     |  |
| 9.  | «Cada Hogar»      | 4:18     |  |
| 10. | «Piel»            | 3:22     |  |
| 11. | «Verás»           | 3:49     |  |
| 12. | «Volátil»         | 3:45     |  |
| 13. | «Humedad»         | 3:51     |  |

## Vídeos musicales
- Brota en Youtube

## Créditos
- Pato Machete - Voz
- Tavo Limongi - Guitarra, Voz
- Juan Chavez - Bajo, Voz
- Enrique "Chango" Camacho - Batería